# China 2050
China 2050, los grandes desafíos del gigante asiático es un libro escrito por Marcelo Muñoz Álvarez sobre los retos que abordará China para llegar al año 2050. Se publicó en el año 2011.

## Historia
China 2050, los grandes desafíos del gigante asiático está escrito por Marcelo Muñoz Álvarez desde su experiencia empresarial vivida en China desde 1978. Los testimonios de las personas con las que trabajó y convivió desde 1978 hasta los años 2010, las conversaciones con personas de todos los sectores institucionales y sociales, son los datos que sirven para componer este relato.
El profundo conocimiento adquirido por el autor de la cultura, historia, economía, planificación política y sociedad china durante todos estos años, se expone como marco de apoyo conceptual para entender las estrategias planificadas por los políticos de la República Popular China para el año 2050.

## Datos de la obra
China 2050, los grandes desafíos del gigante asiático aborda con datos los problemas diagnosticados por los políticos chinos para planificar sus estrategias de futuro. El crecimiento demográfico, los problemas de contaminación ambiental, los retos energéticos, la descarbonización, las nuevas tecnologías, son analizadas con datos a la vez que con anécdotas vividas por el autor en China, Marcelo Muñoz.
Respecto de las relaciones internacionales de China, se expone como Estados Unidos considera que  la República Popular China es su principal barrera para continuar su papel hegemónico a escala global. Así lo expresó Hu Jintao en 1994. La posición cambiante de Estados Unidos cuando Barack Obama visitó China en 2009 y declaró que “El ascenso de una próspera y fuerte China puede ser una fuerza para la comunidad internacional. Ya nada puede hacer Estados Unidos sin China ni el mundo sin ambos”.

## Estructura
China 2050, los grandes desafíos del gigante asiático se estructura a partir de unas cuestiones planteadas a modo de diálogo platónico entre el autor y sus amigos expertos. Preguntas como ¿China, potencia hegemónica?, ¿qué es China en infraestructura, economía y comercio mundial?, ¿por qué os seguís llamando partido comunista de China?, ¿sabes que los americanos van a implantar como solución un capitalismo de características chinas? van hilvanando el desarrollo estructural de los contenidos.
Las respuestas, reflexiones, hipótesis, junto con datos económicos, datos de inversiones en investigación, en infraestructuras, en telecomunicaciones, tecnologías digitales, nuevas tecnologías energéticas, van definiendo las aspiraciones de los estrategas políticos chinos para su país.